# Viviane Dorsile
Viviane Dorsile (* 1. Juni 1967 in Sainte-Anne, Guadeloupe) ist eine ehemalige französische Leichtathletin, die im Sprint und Mittelstreckenlauf an den Start ging. Mit der französischen 4-mal-400-Meter-Staffel wurde sie 1994 in Helsinki Europameisterin.

## Sportliche Laufbahn
Erste internationale Erfahrungen sammelte Viviane Dorsile vermutlich im Jahr 1990, als sie bei den Europameisterschaften in Split in 52,11 s den achten Platz im 400-Meter-Lauf belegte und mit der französischen 4-mal-400-Meter-Staffel in 3:25,16 min den fünften Platz belegte. Im Jahr darauf belegte sie bei den Hallenweltmeisterschaften in Sevilla in 3:34,05 min den fünften Platz im Staffelbewerb und 1992 schied sie bei den Olympischen Sommerspielen in Barcelona mit 2:01,54 min in der ersten Runde im 800-Meter-Lauf aus. 1994 gewann sie bei den Halleneuropameisterschaften in Paris in 51,92 s die Bronzemedaille über 400 Meter hinter den Russinnen Swetlana Gontscharenko und Tatjana Alexejewa. Im August siegte sie bei den Freilufteuropameisterschaften in Helsinki in 3:22,34 min gemeinsam mit Francine Landre, Évelyne Élien und Marie-José Pérec in der 4-mal-400-Meter-Staffel und stellte damit einen neuen Landesrekord auf. Anschließend wurde sie beim IAAF World Cup in London in 3:29,07 min Vierte im Staffelbewerb. Im Jahr darauf verpasste sie bei den Weltmeisterschaften in Göteborg mit 3:27,11 min den Finaleinzug mit der Staffel. 1996 schied sie bei den Olympischen Sommerspielen in Atlanta mit 2:00,68 min im Halbfinale über 800 Meter aus und belegte mit der Staffel in 3:28,46 min im Finale den achten Platz. 1998 schied sie bei den Europameisterschaften in Budapest mit 2:00,26 min im Semifinale über 800 Meter aus und belegte mit der Staffel in 3:27,61 min den sechsten Platz. 2001 belegte sie bei den Spielen der Frankophonie in Ottawa in 59,02 s den siebten Platz im 400-Meter-Hürdenlauf und gewann mit der Staffel in 3:30,04 min die Silbermedaille hinter dem polnischen Team. Anschließend gelangte sie bei den Mittelmeerspielen in Tunis mit 58,27 s auf Rang fünf im Hürdenlauf und siegte mit der Staffel in 3:34,28 min. Sie setze ihre aktive Karriere bis 2006 fort, konnte sich aber für keine weiteren Meisterschaften qualifizieren.
In den Jahren 1996 und 1998 wurde Dorsile französische Meisterin im 800-Meter-Lauf.

## Persönliche Bestleistungen
- 400 Meter: 52,06 s, 28. August 1990 in Split
  - 400 Meter (Halle): 51,92 s, 13. März 1994 in Paris
- 800 Meter: 1:59,29 min, 27. Juni 1992 in Narbonne
- 400 m Hürden: 57,21 s, 30. Juni 2001 in Saint-Étienne